# 주페루 대한민국 대사관
주페루 대한민국 대사관은 1971년 페루 리마에 개설된 대한민국 외교부 소속의 대사관이다.

## 역대 공관장
| 대수        | 성명   | 임명             |
| ----------- | ------ | ---------------- |
| 제1대 대사  | 전상진 | 1972년 3월 8일   |
| 제2대 대사  | 김인권 | 1975년 4월 3일   |
| 제3대 대사  | 윤 찬  | 1979년 10월 24일 |
| 제4대 대사  | 김재훈 | 1986년 2월 16일  |
| 제5대 대사  | 윤태현 | 1989년 3월 15일  |
| 제6대 대사  | 조기성 | 1992년 3월 28일  |
| 제7대 대사  | 이원영 | 1994년 9월 26일  |
| 제8대 대사  | 홍장희 | 1997년 3월 21일  |
| 제9대 대사  | 박희주 | 1999년 3월 11일  |
| 제10대 대사 | 정진호 | 2002년 2월 27일  |
| 제11대 대사 | 한영희 | 2005년 3월 2일   |
| 제12대 대사 | 한병길 | 2008년 6월 26일  |
| 제13대 대사 | 박희권 | 2011년 4월 15일  |
| 제14대 대사 | 장근호 | 2014년 5월 16일  |
| 제15대 대사 | 조준혁 | 2017년 11월 16일 |
| 제16대 대사 | 조영준 | 2020년 7월 15일  |
| 제17대 대사 | 최종욱 | 2023년 7월 13일  |

## 같이 보기
- 대한민국-페루 관계
- 주한 페루 대사관
- 대한민국의 재외공관 목록
- 페루 주재 외국공관 목록